# Моя кохана дружина
Моя кохана дружина (англ. My Favorite Wife) — американська комедійна мелодрама режисера Гарсона Каніна 1940 року.

## Сюжет
Дружина, яка вважалася загиблою при аварії корабля, повертається додому після семирічної відсутності в той самий день, коли вона офіційно оголошується мертвою і чоловік, нарешті, вступає в новий шлюб.

## У ролях
- Айрін Данн  — Еллен
- Кері Грант — Нік
- Рендольф Скотт — Беркетт
- Гейл Патрік — Бьянка
- Енн Шоумейкер — Ма
- Скотті Бекетт — Тім
- Мері Лу Геррінґтон — Чінч
- Дональд МакБрайд — готельний клерк
- Г'ю О'Коннелл — Джонсон
- Педро Де Кордоба  — доктор Калмар